# ات ساین
اَت ساین (به انگلیسی: At sign) "@" یکی از نویسه‌های یونیکد و همچنین نویسه شماره ۶۴ از اَسکی است.
این نویسه در زبان فارسی تنها به عنوان نشانه‌ای در پست الکترونیکی برای جدایی میان نام کاربر و دامنه به کار می‌رود، ولی در برخی زبان‌های اروپایی معنا کاربردهای دیگری هم دارد؛ برای نمونه در اسپانیایی و پرتغالی @ یکی از واحدهای وزن (به نام آروبا، در حدود ۱۶ کیلوگرم) است. برخلاف پنداشت بیشتر مردم که تاریخچهٔ پیدایش آن را محدود به استفادهٔ عمومی از اینترنت می‌دانند، حدود ۱۵۰ سال قدمت داشته به طوری که تجّار کره‌ای در صورت‌حساب‌نویسی کالای خود به جای عبارت ech "at یعنی «از قرار هر کیلو» از آن استفاده می‌کردند.

نشانه @ را در پست الکترونیکی به‌طور رسمی اِشترودل (به معنی خمیر لوله) می‌نامند، ولی به هنگام بازگو کردن یک نشانی ایمیل به آن اَت (at) گفته می‌شود که حرف اضافه‌ای انگلیسی است حدوداً به معنی «در، پهلوی». 

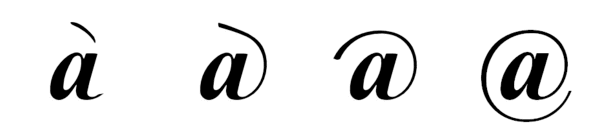
تکامل نشانه اَت. (از چپ به راست)

البته زبان‌های گوناگون برای این نشانه نامی جدا دارند؛ برای نمونه در زبان ایتالیایی به آن chiocciola می‌گویند که معنی آن «خانه حلزون» است یا در زبان هلندی این نشانه apenstaartje نام دارد به معنی «دم میمون». در زبان فارسی هنوز نامی برای آن در نظر گرفته نشده و این نشانه فعلاً به همان روش انگلیسی اَت تلفظ می‌شود.
اما در کل می‌توان این نشانه را جداکنندهٔ نام کاربر از محل دامنه دانست. در اصطلاحات اینترنت به این نشانه at sign گفته می‌شود که به معنای نشانهٔ at است. در حقیقت ارائه دهندهٔ خدمات ایمیل فرد را مشخص می‌کند.
به‌طور مثال user@example.com نشان می‌دهد که نام کاربر (user) از دامنهٔ example.com به عنوان ارائه دهندهٔ خدمات ایمیل استفاده کرده‌است.
در سال ۱۹۷۱ ری تاملینسون  مهندس کامپیوتر برای نخستین بار از این علامت در ترکیب ایمیل‌ها یا نامه‌های الکترونیک استفاده کرد و به این ترتیب برای نزدیک به چهار دهه این علامت کوچک به بخش غیر قابل تمایزی از هویت مجازی کاربران تبدیل شد.